# Murist
Murist là một đô thị thuộc huyện Broye, trong bang Fribourg, Thụy Sĩ.
Khu vực này được ghi chép lần đầu năm 1228 với tên Muris. Diện tích được mở rộng năm 1981 khi các đô thị cũ La Vounaise và Montborget, và năm 1992 là Franex được sáp nhập vào.